# Palacio de Axel Oxenstierna

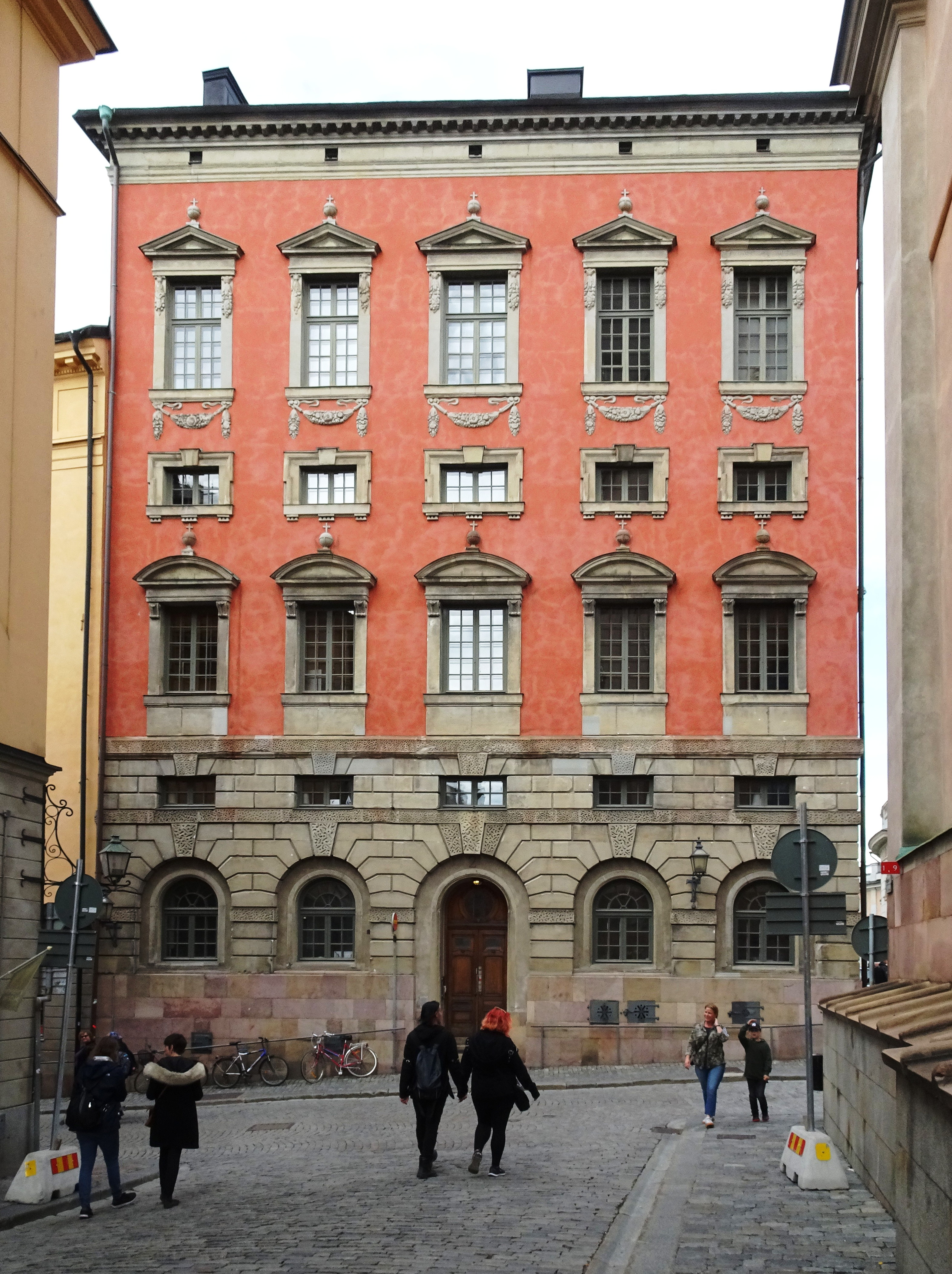
Palacio de Axel Oxenstierna (2009).

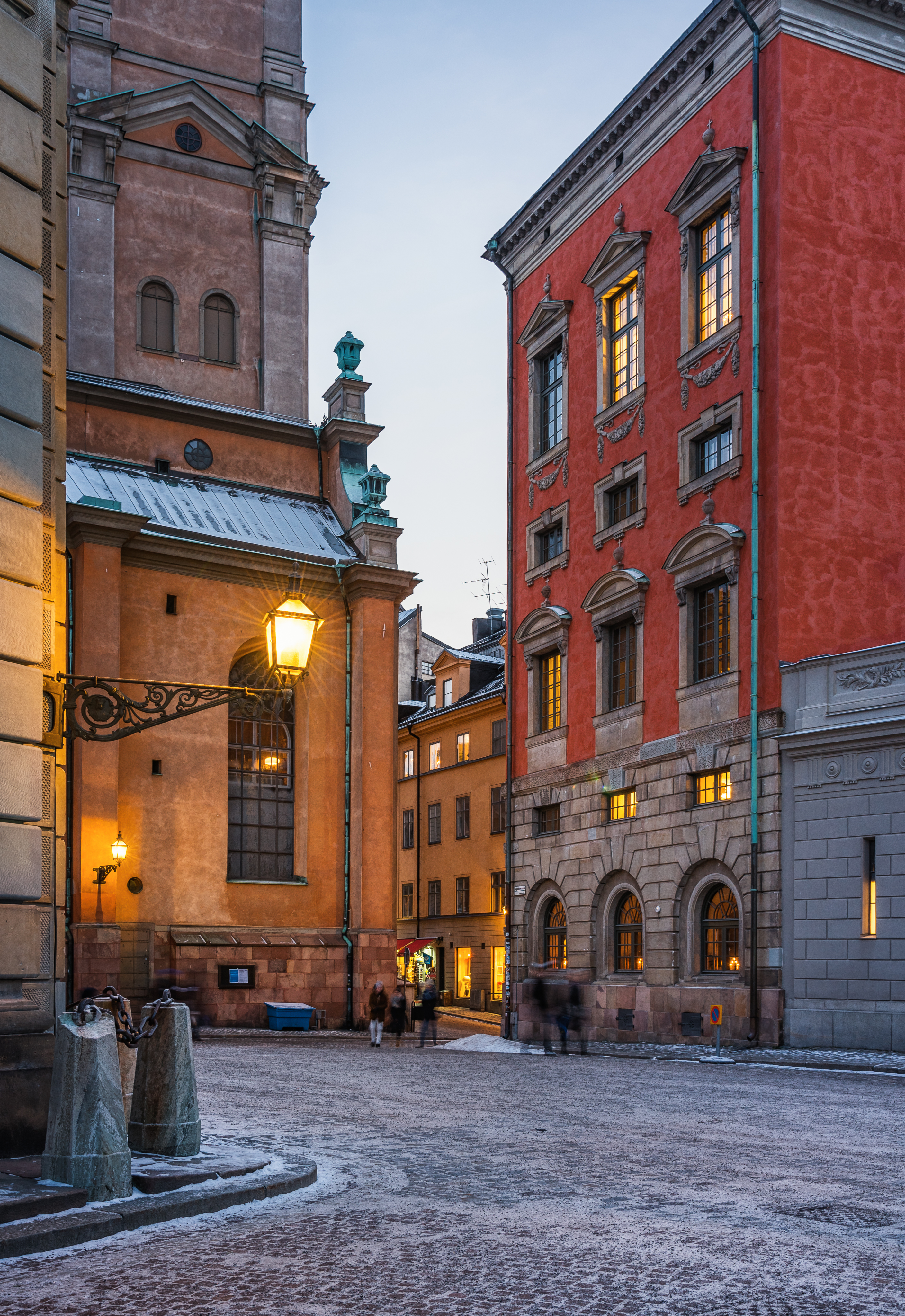
Palacio de Axel Oxenstierna (2006).

El Palacio de Axel Oxenstierna  es un edificio de estilo manierista situado en la ciudad vieja de Estocolmo, Suecia.

## Historia
Diseñado por el arquitecto Jean de la Vallée (ca. 1620-1696) para el Canciller Axel Oxenstierna (1583-1654), inició su construcción en 1653. El palacio se convirtió en la sede entre 1668-1680 del Banco Central Sueco.

El palacio está bien conservado, en particular con lo que respecta al exterior. El edificio también tiene un interior bien conservado con básicamente una planta original. El edificio ha sido monumento del estado desde 1935. La fachada fue renovada en 2013 por la Agencia de Propiedad Sueca. Una remodelación de las instalaciones fue llevada a cabo en 1993-1994.